# Tunevannet
Tunevannet  est un lac situé sur l'île de Tunøya dans la municipalité de Sarpsborg, dans le comté d'Østfold en Norvège.

## Description
L'eau a une sortie via Stenbekken, qui coule vers l'ouest jusqu'à Pinåsevja à Vestvannet .
L'eau du lac est relativement riche en nutriments. Des mesures visant à stopper la Trophic state index (en) croissante ont été initiées ces dernières années ; la pêche de gros poissons prédateurs (principalement le brochet) et la brème en font partie. La tendance semble s'être inversée en 2005-6 ; la profondeur de visibilité grandement améliorée et la diminution de la présence d'algues bleu-vert le confirment.
Tunevannet est aussi un lieu de baignade populaire en été ; des plages de sable peuvent être trouvées à plusieurs endroits. Les installations de baignade conçues pour les personnes handicapées sont situées près de l'église Tune. Une jetée flottante avec une tour de plongée est également disponible.